# Liste der Kulturdenkmale in Siebeneichen
In der Liste der Kulturdenkmale in Siebeneichen sind alle Kulturdenkmale der schleswig-holsteinischen Gemeinde Siebeneichen (Kreis Herzogtum Lauenburg) aufgelistet (Stand: 14. April 2025).

## Legende
In den Spalten befinden sich folgende Informationen:
- Objekt-ID: die Nummer des Kulturdenkmales
- Lage: die Adresse des Kulturdenkmales und die geographischen Koordinaten. Kartenansicht, um Koordinaten zu setzen. In der Kartenansicht sind Kulturdenkmale ohne Koordinaten mit einem roten Marker dargestellt und können in der Karte gesetzt werden. Kulturdenkmale ohne Bild sind mit einem blauen Marker gekennzeichnet, Kulturdenkmale mit Bild mit einem grünen Marker.
- Offizielle Bezeichnung: Bezeichnung des Kulturdenkmales
- Beschreibung: die Beschreibung des Kulturdenkmales
- Bild: ein Bild des Kulturdenkmales

## Sachgesamtheiten
| Objekt-ID      | Lage                                     | Offizielle Bezeichnung | Beschreibung | Bild                             |
| -------------- | ---------------------------------------- | ---------------------- | --- | -------------------------------- |
| 40593 Wikidata | Dorfstraße (53° 30′ 41″ N, 10° 37′ 6″ O) | Kirche St. Johannis    | Aktualisierung vorgesehen - Begründung: geschichtlich, künstlerisch, städtebaulich, Kulturlandschaft prägend - Schutzumfang: Kirche St. Johannis mit Ausstattung, Kirchhof, Grabmale bis 1870, Tympanonschild v. Bernstorff, zwei Kirchhofspforten, Feldsteinwall, Lindenkranz | weitere Fotos \| Fotos hochladen |

## Bauliche Anlagen
| Objekt-ID     | Lage                                        | Offizielle Bezeichnung              | Beschreibung | Bild                             |
| ------------- | ------------------------------------------- | ----------------------------------- | --- | -------------------------------- |
| 23516         | Dorfstraße 10 (53° 30′ 42″ N, 10° 37′ 5″ O) | Wohn- und Wirtschaftsgebäude        | Wohn- und Wirtschaftsgebäude; 1909 (i); traufständiger, eingeschossiger Backsteinbau mit Drempelgeschoss unter pfannengedecktem Kurzwalmdach, seitlicher Mittelrisalit, reiches Ziermauerwerk; Kleinviehstall - Begründung: geschichtlich, städtebaulich, Kulturlandschaft prägend - Schutzumfang: Wohn- und Wirtschaftsgebäude, Kleinviehstall - Denkmaltyp: Bauliche Anlage | BW                               |
| 3790 Wikidata | Dorfstraße (53° 30′ 41″ N, 10° 37′ 5″ O)    | Kirche St. Johannis mit Ausstattung | Im Jahr 1753 wurde die Kirche im Stil des Spätbarocks errichtet. Der Kirchturm des Feldsteinbaus ist 33 m hoch. Alteintragung (Aktualisierung vorgesehen) - Begründung: geschichtlich, künstlerisch, städtebaulich - Schutzumfang: gesamtes Objekt - Denkmaltyp: Bauliche Anlage, Sachgesamtheit: Kirche St. Johannis                                                         | weitere Fotos \| Fotos hochladen |
| 23518         | Schulstraße 2 (53° 30′ 44″ N, 10° 37′ 5″ O) | Fachhallenkate                      | Fachhallenkate, ca.1800, eingeschossiger, traufständiger Fachwerkbau in Zweiständerbauweise aus Eichenholz mit Backsteinausfachung unter Halbwalmdach in Reetdeckung - Begründung: geschichtlich, städtebaulich, Kulturlandschaft prägend - Schutzumfang: Fachhallenkate, - Denkmaltyp: Bauliche Anlage                                                                       | BW                               |

## Gründenkmale
| Objekt-ID      | Lage                                          | Offizielle Bezeichnung | Beschreibung | Bild            |
| -------------- | --------------------------------------------- | ---------------------- | --- | --------------- |
| 20718 Wikidata | Dorfstraße (53° 30′ 40″ N, 10° 37′ 6″ O)      | Kirchhof               | Alteintragung (Aktualisierung vorgesehen) - Begründung: geschichtlich, Kulturlandschaft prägend - Schutzumfang: Kirchhof, Grabmale bis 1870, Tympanonschild v. Bernstorff, zwei Kirchhofspforten, Feldsteinwall, Lindenkranz - Denkmaltyp: Gründenkmal, Sachgesamtheit: Kirche St. Johannis                                                                          | Fotos hochladen |
| 20723          | Dorfstraße u.a. (53° 30′ 38″ N, 10° 37′ 5″ O) | Dorfanger              | Dorfanger; erste Hälfte 13. Jahrhundert/19. Jahrhundert; durch Wege und eine Straße geteilte Grünfläche; Lindenkranz; Lindenallee; sechs im Kreis gepflanzte Eichen; Kriegerehrenmal - Begründung: geschichtlich, städtebaulich, Kulturlandschaft prägend - Schutzumfang: Dorfanger, Lindenkranz, Lindenallee, Ehrenmalanlage, Eichenkranz - Denkmaltyp: Gründenkmal | BW              |

## Bewegliche Kulturdenkmale
| Objekt-ID     | Lage                           | Offizielle Bezeichnung            | Beschreibung | Bild                             |
| ------------- | ------------------------------ | --------------------------------- | --- | -------------------------------- |
| 8846 Wikidata | (53° 30′ 45″ N, 10° 37′ 29″ O) | Seilzug-Fähre (Elbe-Lübeck-Kanal) | Seilzugfähre über den Elbe-Lübeck-Kanal, 1960 als Wagenfähre in Rendsburg erbaut, verbindet Siebeneichen und Fitzen - Begründung: geschichtlich, technisch, Kulturlandschaft prägend - Schutzumfang: Seilzug-Fähre, zwei Rampen, zwei Bootsstege, zwei Fährglocken | weitere Fotos \| Fotos hochladen |

## Quelle
- Liste der Kulturdenkmale in Schleswig-Holstein – Herzogtum Lauenburg (PDF)

- Karte mit allen Koordinaten:
- OSM |
- WikiMap